# محمدصالح کمیلی
محمّدصالح کمیلی خراسانی (زادهٔ ۱۳۲۰، سامرا) فقیه و عارف معاصر است که به تدریس، تألیف و تربیت عرفانی و سلوکی علاقمندان به عرفان اسلامی مشغول می‌باشد.
وی از شاگردان سید هاشم حداد که علامه طهرانی در کتاب روح مجرد از او اینگونه نامبرده است: «امّا از ارادتمندان ایشان -مرحوم حداد- در عراق عبارت بودند از صالح کمیلی.»

## زندگی‌نامه
کمیلی در ۱۳۲۰خ (۱۳۶۰ قمری) در سامرای عراق به دنیا آمد. وی از سن ۵ سالگی خواندن و نوشتن را نزد پدرش آموخت و از سن ۱۰ سالگی رسماً نزد پدرش در سامرا دروس طلبگی را شروع کرد و در مدرسه علمیه میرزای شیرازی مشغول به تحصیل شد. کمیلی در سن ۱۵ سالگی جهت ادامه تحصیلات حوزوی به نجف رفت و از محضر بزرگانی همچون سید روح‌الله خمینی کسب علم نمود.
وی پس از آن یک سال به ایران مسافرت کرده و بعد مجدداً به نجف برگشت و به ادامه تحصیل مشغول شد.
وی بعد از خواندن سطوح در سامره و نجف و استفاده از علمای بزرگ نجف از قبیل سید روح‌الله خمینی، از طرف سید محسن حکیم به منطقهٔ بعلبک لبنان اعزام شده و چندین سال در آن سامان رهبری عده‌ای از شیعیان آنجا را داشته و خدماتی از قبیل تبلیغ احکام، تعلیم قرآن، ترویج مذهب شیعه و همکاری با زعیم شیعیان لبنان سید موسی صدر نموده و فعالیت‌های سیاسی و اجتماعی خود را در لبنان و هفت کشور دیگر ادامه داد. وی به همراهی امام موسی صدر و مصطفی چمران هسته‌های اولیهٔ شیعیان مبارز در لبنان را تشکیل دادند که پس از پیروز انقلاب اسلامی در ایران، همین تشکیلات مسلح توسط سید عباس موسوی و برخی دیگر از مبارزین مبدل به هسته‌های نظامی حزب‌الله لبنان گردید. او که از پایه‌گذاران هسته‌های اولیهٔ حزب‌الله لبنان و دارای سوابق انقلابی و مبارزاتی برجسته ای است، در خاطرات خود می‌گوید: «بنده و امام موسی صدر تعدادی از شیعیان را سازماندهی می‌نمودیم و مصطفی چمران می‌آمدند و به آنها آموزش‌های نظامی و جنگ‌های چریکی می‌دادند و سپس تحت نظر ما فعالیتهای نظامی و مبارزاتی انجام می‌گرفت». کمیلی به دلیل علاقه ای که به سید روح‌الله خمینی داشت، پس از پیروزی انقلاب اسلامی در ایران، به ایران آمد تا به فعالیت‌های انقلابی در ایران کمک نماید و از سال ۱۳۹۶ قمری به قم آمده و به ادامهٔ تحصیل و خدمات دینی اشتغال دارد. وی از آندسته علمای اخلاق و عارفی است که ارادت و علاقهٔ ویژه ای به سید علی خامنه ای رهبر ایران داشته و بارها رهبر ایران را فقیه عارف خطاب نموده و ابراز داشته است: «بر ما مسجل است که خامنه ای یک فقیه و عارف بی نظیر است که اطاعت از ایشان بر همهٔ مسلمین واجب است».

## استادان

### استادان فقهی در عراق
- میرزا علی غروی تبریزی
- مجتبی لنکرانی
- ابولقاسم داوری اصفهانی
- سید نصراللّه مستنبط
- سید روح‌الله خمینی
- سید محمود حسینی شاهرودی
- سید ابوالقاسم خویی
- سید محسن حکیم
- میرزا باقر زنجانی (نجف)

### استادان فقهی در ایران
- سید محمدرضا گلپایگانی
- سید شهاب الدین مرعشی نجفی

#### استادان دانشکده عالی قضایی در دانشگاه قم
برخی از استادان وی در سال ۱۳۵۹ ه‍.ش در دانشکده دورهٔ قضا عبارت بودند از:
- علی مشکینی
- ناظمی بروجردی
- عبدالله جوادی آملی
- محمد مؤمن قمی

### استادان فلسفه، اخلاق و عرفان
- سید رضا صدر
- سرابی
- حسن حسن‌زاده آملی
- سید هاشم حداد

#### تاثیرپذیری از سید هاشم حداد
کمیلی دربارهٔ آشنایی با استاد خود سید هاشم حداد می‌گوید:
«زمانی که وارد حوزه علمیه سامره شدم در سن نوجوانی بودم و از حوزه سامره به نجف آمدم و مشغول دروس حوزوی شدیم، صبح‌های پنجشنبه به منزل شیخ عباس قوچانی می‌رفتیم و ایشان یک روضه خصوصی داشتند و چون می‌دانستم ایشان وصی قاضی است لذا به جلسات ایشان می‌رفتم و خدمت ایشان می‌رسیدیم و از توصیه‌ها و کلمات اخلاقی ایشان استفاده می‌کردم تا اینکه ایشان فرمودند: در کربلا سیدی است به خدمت ایشان هم برس و ما هم به توصیه ایشان به کربلا رفتیم و از همان نگاه اول مجذوب ایشان شدم. مرحوم استاد خودش را با جنبه‌های عرفانی مؤثر نشان داد و ما هم مجذوب ایشان شدیم و فهمیدیم ایشان استاد کاملی است و می‌تواند دستگیری کند و ما هم راه را با ایشان ادامه دادیم و شناخت ما از همان جذبه‌های معنوی و نگاه‌های تربیتی ایشان بود.»
«ما هرچه داریم، از مرحوم حداد داریم و من در این راه استاد دیگری نمی‌شناسم و تا حالا هم ندیده‌ام. واقعاً ما دلدادهٔ ایشان بودیم و هستیم. ایشان نیاز به تعریف نداشت تا دیگران بخواهند تعریف کنند، بلکه خود ایشان معرّف خودشان بود. در همان اولین ملاقات، تصرفی ملکوتی و روحی در این جانب کرد و مرا به حضور پذیرفت. من استاد خود را با تصرف روحانی و نورانی خود شناختم، نه به توصیف دیگران، و در جذب روحی و باطنی ایشان مکرراً قرار می‌گرفتم و در این تصرفات معنوی و باطنی، توحید مطلق را در خود احساس می‌کردم و تمام جهان و اشیاء را ذوب شده در او می‌دیدم و روح من مانند یک پرندهٔ سبکبال بود که در آسمان‌ها پرواز می‌کند.»
وی از سن ۲۰ سالگی به مدت ۲۴ سال در عرفان عملی از عارف مشهور سید هاشم حداد بهره برد و اسفار اربعه را در خدمت این استاد طی کرد، و در زمان حیات استاد خود اجازهٔ تربیت شاگرد داشت.
کمیلی دربارهٔ مدت کسب فیض و طی منازل عرفان از محضر استاد خود می‌گوید:
«بنده حدود ۲۴ سال شاگرد آقا و مولایم مرحوم مغفور، نشانهٔ حق، شاخص هدایتگر، فانی فی الله حاج سید هاشم حداد بودم. از ایشان مطالب و مسائل متنوعی که در امر سلوک الی الله بود، را کسب کردم.»
پس از سالها استفاده از عارف شهیر سید هاشم حداد، روزی حداد به وی بعنوان بشارت گفت:
«بشارت باد به شما که از عالم نفس رها شدی»
نظر علامه تهرانی دربارهٔ سلوک وی:
«شما (کمیلی) در سیروسلوک به جایی رسیده‌اید که می‌توانید به رأی و نظر خودتان عمل کنید.» همچنین علامه تهرانی کتاب فقهی به نام مختلف الشیعه نوشتهٔ علامه حلی از کتابهای شخصی خود را به وی اهدا نمود و به او گفت: «شما مجتهدید، اقوال فقها را در این بررسی کنید و در حاشیه رای خودت را بیان نمایید» و وی (کمیلی) مدتی مشغول به این کار شد.

## سوابق و مسئولیت‌ها

### تدریس
کمیلی در حوزه‌های نجف، سامرا، مشهد، ایلام، خوانسار، فولادشهر اصفهان و نیز در شهر تهران در حوزه‌های شهرک ولیعصر، حوزه خواهران حضرت خدیجه و زینبیه و شاه آبادی و حضرت حجت و امام حسین تدریس نموده است.
وی با حضور در قم از سال ۱۳۹۶ هجری شمسی درس اخلاق اسلامی شرح کتاب قوت القلوب تألیف ابوطالب مکّی در مسجد عبدالله جوادی آملی و مدرسه سعادت، و درس خارج فقه خمس از کتاب جواهر الکلام تألیف محمدحسن نجفی، را برگزار کرد.
ادامه دروس قوت القلوب و خارج فقه (سال‌های ۱۳۹۸ تا ۱۴۰۰ هجری شمسی)، و اخیراً تفسیر سوره حدید، خارج فقه عرفان در مرکز تحقیقاتی انوار توحید قم و درس شرح کتاب آداب الصلاة در مسجد سلماسی قم برگزار شده است.

### امور فرهنگی و تبلیغ
کمیلی مقید به تبلیغ امور دینی در همهٔ شرایط و اوقات بویژه مناسبت‌های مذهبی هستند و سفرهای تبلیغی به کشورهای لبنان، سوریه، عراق، پاکستان، فرانسه، آلمان، سوئیس، ایتالیا، استرالیا، مصر، کویت و بسیاری از شهرهای ایران دارد.
دیدار با علما، سخنرانی در حوزه‌های علمیه و مراکز فرهنگی اعم از دادگستری، سپاه پاسداران، حضور در مساجد و هیئات مذهبی و اجتماعات مردمی از جمله فعالیت‌های ایشان در سفرهای تبلیغی به شهرها است.
برخی سوابق و مسئولیت‌های فرهنگی کمیلی از زمان قبل از انقلاب اسلامی ایران تا کنون عبارتند از: نمایندگی مراجع وقت در قم و همکاری با سید موسی صدر و مجلس اسلامی شیعیان در بیروت، از جمله در قالب مسئولیت عقیدتی و فرهنگی مذهبی در چندین منطقه، تبلیغ و اقامت در کشورهای سوریه، پاکستان، مصر، کویت، عراق و لبنان، و تبلیغ و اقامت در شهرهای نظرآباد کرج، شهرکرد، اصفهان، سراوان، زاهدان و نیز یوسف آباد و یافت آباد تهران.
وی تولیت مرکز تحقیقاتی پویندگان انوار توحید، بنیاد خیریه صالحیه (در حال تأسیس) و مجمع علمای اخلاق و عرفان را بعهده دارد.

### سیاسی

#### همکاری با امام صدر
کمیلی دربارهٔ ارتباط با موسی صدر می‌گوید: «از همان ابتدای اعزام به لبنان، ارتباط تنگاتنگ را با مجلس شیعه اعلی در بیروت به رهبری سید موسی صدر آغاز کردیم. سید موسی صدر به شخص بنده عنایت ویژه‌ای داشت. به محل تبلیغ ما آمدند و آنجا سخنرانی فرمودند و گاهی همراه خانواده به منزل ایشان می‌رفتیم و یک مجوز هم از مجلس برای رفتن به تدریس در مدارس دولتی گرفتیم، که در آن کلاس‌ها بعضاً مسیحیان هم بودند.
سید موسی صدر یک شخصیت پرکار بود و هیچ وقت آرام نمی‌نشست. با ماشین خود اغلب مناطق و روستاهای شیعه را در جنوب و شمال رفته و برای آنها مسجد و حسینیه ساخته بود و کمک‌های مالی، اجتماعی، فرهنگی و سیاسی فراوان می‌کرد.
خود بنده را برای چند نقطه از لبنان به مأموریت فرستاد؛ مثلاً قریه صریفا و میفدون در جنوب کشور (لبنان) و قریه بین‌النهرین در منطقهٔ طرابلس و بسیاری از مناطق دیگر لبنان.»

#### همکاری با سید روح‌الله خمینی
کمیلی طی سال‌های تبعید سید روح‌الله خمینی در عراق با وی ملاقات مکرر و در سخنرانی‌ها و درس خارج ولایت فقیه وی شرکت می‌کرد و از جهت سیاسی همسو و همفکر با اندیشه سیاسی و انقلاب خمینی است.
او راجع به آشنایی خود با خمینی می‌گوید: «ابتدای آشنایی ما با امام راحل از همان نجف شروع شد؛ به این ترتیب که ماه رمضانی در مدرسه مرحوم آیت الله العظمی بروجردی نزدیک به صحن مطهر، ظهرها حضرت امام اقامه جماعت می‌فرمودند. در بعضی ایام که حضرت امام از مدرسه به منزل خود واقع در خیابان قبله که امروز به شکل موزه‌ای درآمده می‌رفتند، در اثنای راه با اینکه دوست نداشتند جمعی همراه ایشان باشند، ولی بنده خیلی مواقع در معیت ایشان بودم و با همدیگر صحبت می‌کردیم. در عین جذابیت، با ابهت و قدرتمند بودند.»
وی در آستانه پیروزی انقلاب ایران فعالیت‌هایی جهت پخش جزوات صحبت‌های خمینی و سخنرانی برای مردم در داخل و خارج از کشور داشته است.

##### مترجم امام خمینی
پس از پیروزی انقلاب ایران، کمیلی بعد از یک سفر تبلیغی از پاکستان به زاهدان و سپس به تهران و اقامتگاه روح‌الله خمینی در مدرسه علوی رفت. وی راجع به آن دوران می‌گوید: «وقتی به تهران رسیدم، گفتند: اقامتگاه حضرت امام در مدرسه علوی است. رفتم آنجا. به محض ورود، حضرت آیت الله طاهری خرم‌آبادی مرا دید و کارت سبز مخصوص تردد را به بنده داد و بنا شد یک هفته به عنوان مترجم در کنار امام باشم؛ لذا هیئت‌های عربی که می‌آمدند. بنده باید برای آنها سخنان امام را ترجمه می‌کردم. از جمله هیئت یاسر عرفات بود که با حدود ۵۰ نفر به زیارت امام آمده بودند. مأموریت اینجانب ترجمه اوضاع و احوال آن روز به مهمان‌های خارجی بود. تلفن‌های خارجی و بعضاً پرسش‌های روزنامه‌های عربی را هم جواب می‌دادم. یکی از دوستان که از لبنان آمده بود، می‌گفت کمیلی! روزنامه‌های لبنانی در آن روزها به عنوان فرد مقرب نزد امام، مطالب شما را منعکس می‌کردند.
کمیلی بعد از استقرار جمهوری اسلامی در برخی ارگان‌های نظامی و فرهنگی از جمله مسئولیت فرهنگی کمیته امداد واحد شمیرانات، مسئول عقیدتی سیاسی در کمیته انقلاب، شهربانی و ژاندارمری سراوان زاهدان و سپاه پاسداران یکی از مناطق تهران، مسئول گزینش دانشگاه نیروی هوایی تهران، مسئول عقیدتی لجستیک دانشکده پزشکی سپاه تهران فعالیت و اشتغال داشت.

### مرکز تحقیقاتی توحید
کمیلی در سال ۱۳۹۶ هجری شمسی سازماندهی فعالیت‌های علمی و تربیتی خود را با پیگیری تأسیس یک مؤسسه فرهنگی هنری تحقیقاتی ادامه داد و در سال ۱۳۹۷ هجری شمسی مرکز فرهنگی هنری تحقیقاتی پویندگان انوار توحید زیر نظر اداره فرهنگ و ارشاد اسلامی قم به ثبت رسید.
این مرکز در کنار چاپ و تألیف آثار محمدصالح کمیلی، در حال تأسیس مجمع علمای اخلاق و عرفان، تأسیس بنیاد خیریه صالحیه، برگزاری همایش‌ها و نشست‌های معرفتی عرفانی، بزرگداشت سالیانه سید هاشم حداد و همچنین گردهمایی‌های فصلی برای علاقمندان مباحث عرفانی و معرفتی برگزار می‌نماید.

### شیوه مکتب تربیتی سلوک عرفانی
کمیلی خراسانی آذر ماه ۱۴۰۳ به‌مناسبت هفته کتاب و کتا‌ب‌خوانی در گفت‌وگو با پایگاه معارفی عترتنا وبگاه معارفی عترتنا به تببین برنامه تربیتی در بحث تربیت شاگردان سلوکی و عرفانی پرداخت و در این گفت‌وگوی مشروح تقسیم بندی شاگردان را به سه دسته مقدماتی، خاص و اخص بر اساس شیوه استادش اعلام نمود که در کنار این تقسیم بندی دوره مطالعاتی نیز برای همین سطوح در قالب کتاب تخصصی عرفان اسلامی تدوین نموده که توسط مؤسسه انوار توحید منتشر شده که این آثار به صورت نقشه راهی سلوکی و کاربردی تا رسیدن سالک به استاد او را کمک می‌کند. 

## تالیفات

#### آثار آیت الله کمیلی خراسانی
1. المطالب السلوکیه (عربی، چاپ دارالمحجه البیضاء بیروت)
2. المطالب السلوکیه ویراست جدید (نشر آیت اشراق)
3. ترجمه المطالب السلوکیه (انتشارات آرام دل تهران)
4. عرفان اهل بیتی (نشر انوار توحید)
5. اصطلاحات نظامی در فقه اسلامی (مرکز چاپ ستاد نمایندگی ولی فقیه در سپاه)
6. مشکات دل، شرح المطالب السلوکیه (انتشارات بین‌الملل)
7. سرچشمه راز شرح دعای افتتاح (نشر انوار توحید)
8. مفاتیح السلوک (نشر جمهوری)
9. حداد در آینه حداد، زندگینامه و احوالات سید هاشم حداد (نشر انوار توحید)
10. تقریرات دروس خارج امام خمینی - آیت اللّه خویی - آیت اللّه میرزا باقر زنجانی - آیت اللّه گلپایگانی (چاپ نشده)
11. صد منزل دل شرح منازل السائرین خواجه عبدالله انصاری ۳ جلد (نشر انوار توحید)
12. چلچراغ سلوک
13. اخلاق اهل بیتی
14. نجوای سالکان
15. مناجات صبحگاهی
16. توشه سالکان
17. مطلع معرفت نفس

و تألیفات دست‌نوشتهٔ مختلف دیگر در عرفان و فقه و اصول و…

#### آثار دربارهٔ آیت الله کمیلی خراسانی
1. شیخ عارف تألیف وحید برزی (نشر آیت اشراق)
2. دلداده تألیف سید عباس موسوی مطلق (نشر آثار دانشوران)